# Ariosoma balearicum
Ariosoma balearicum är en fiskart som först beskrevs av Delaroche, 1809.  Ariosoma balearicum ingår i släktet Ariosoma och familjen havsålar. Inga underarter finns listade i Catalogue of Life.

## Bildgalleri

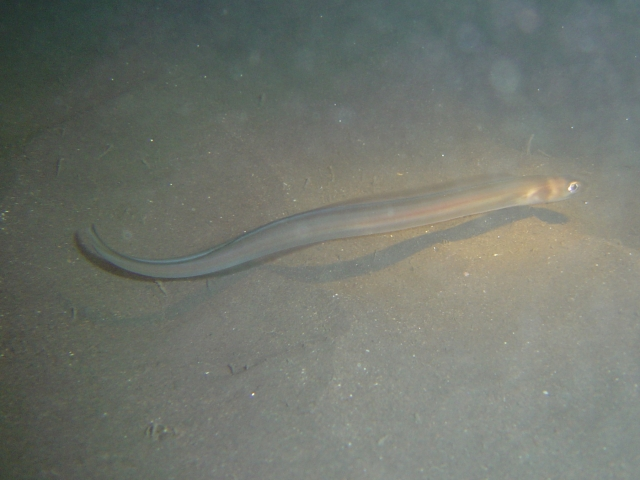